# ایروین دیرنالی
ایروین دیرنالی (انگلیسی: Irvine Dearnaley; ۱۸ فوریهٔ ۱۸۷۷ – ۱۴ مارس ۱۹۶۵) بازیکن کریکت، و بازیکن فوتبال اهل بریتانیا بود.
از باشگاه‌هایی که در آن بازی کرده‌است می‌توان به باشگاه فوتبال دربی کانتی اشاره کرد.